# Karangsoko
Karangsoko is een bestuurslaag in het regentschap Trenggalek van de provincie Oost-Java, Indonesië. Karangsoko telt 7011 inwoners (volkstelling 2010).